# Le Château-d'Oléron
Le Château-d'Oléron je francouzská obec v departementu Charente-Maritime, v regionu Poitou-Charentes. V roce 2008 zde žilo 3 941 obyvatel. Leží na ostrově Oléron a je střediskem kantonu Le Château-d'Oléron.